# Trevor Berbick
Trevor Berbick (1 de agosto de 1954 — 28 de outubro de 2006) foi um pugilista jamaicano.
Ele participou dos Jogos Olímpicos de 1976 em Montreal, onde ele encaixotado para a Jamaica. Depois das Olimpíadas, ele se tornou profissional no Canadá. Em 1981, Berbick foi o último boxeador a lutar com Muhammad Ali, derrotando-o após dez rodadas. Ele ganhou o título Conselho Mundial de Boxe pesado em 1986, derrotando Pinklon Thomas. Pouco tempo depois ele perdeu para Mike Tyson, que o derrotou no segundo assalto, ele tentou levantar-se três vezes. Sua última luta foi no ano de 2000.
O pugilista foi encontrado assassinado em 2006.

## Cartel
Predefinição:BoxingRecordSummary
| No. | Resultado | Record  | Oponente          | Type | Round, tempo  | Data         | Local                                                        | Notas                                                                        |
| --- | --------- | ------- | ----------------- | ---- | ------------- | ------------ | ------------------------------------------------------------ | ---------------------------------------------------------------------------- |
| 61  | Win       | 49–11–1 | Shane Sutcliffe   | UD   | 12            | May 26, 2000 | PNE Agrodome, Vancouver, British Columbia, Canada            | Retained Canada heavyweight title                                            |
| 60  | Loss      | 48–11–1 | Tony LaRosa       | SD   | 8             | Aug 12, 1999 | Slave Lake, Alberta, Canada                                  |                                                                              |
| 59  | Win       | 48–10–1 | Iran Barkley      | UD   | 8             | Jun 29, 1999 | Molson Centre, Montreal, Quebec, Canada                      |                                                                              |
| 58  | Win       | 47–10–1 | Shane Sutcliffe   | TKO  | 12 (12), 0:44 | Feb 5, 1999  | Centre Pierre Charbonneau, Montreal, Quebec, Canada          | Won Canada heavyweight title                                                 |
| 57  | Win       | 46–10–1 | Ben Perlini       | UD   | 10            | Aug 6, 1998  | Slave Lake, Alberta, Canada                                  |                                                                              |
| 56  | Loss      | 45–10–1 | Lyle McDowell     | SD   | 12            | Sep 15, 1997 | Shaw Conference Centre, Edmonton, Alberta, Canada            | For vacant IBO Inter-Continental heavyweight title                           |
| 55  | Loss      | 45–9–1  | Hasim Rahman      | UD   | 10            | Oct 15, 1996 | Circus Maximus Showroom, Atlantic City, New Jersey, U.S.     |                                                                              |
| 54  | Win       | 45–8–1  | Louis Monaco      | UD   | 10            | Sep 18, 1996 | Westbury Music Fair, North Hempstead, New York, U.S.         |                                                                              |
| 53  | Win       | 44–8–1  | Ken Smith         | TKO  | 4 (10), 1:05  | Apr 26, 1996 | Westbury Music Fair, North Hempstead, New York, U.S.         |                                                                              |
| 52  | Win       | 43–8–1  | Bruce Johnson     | TKO  | 3 (10)        | Aug 25, 1995 | Columbus, Ohio, U.S.                                         |                                                                              |
| 51  | Loss      | 42–8–1  | Jimmy Thunder     | UD   | 12            | Mar 15, 1995 | Mystic Lake Casino Hotel, Prior Lake, Minnesota, U.S.        | For vacant WBC Continental Americas heavyweight title                        |
| 50  | Win       | 42–7–1  | Melvin Foster     | SD   | 10            | Sep 13, 1994 | Westbury Music Fair, North Hempstead, New York, U.S.         |                                                                              |
| 49  | Win       | 41–7–1  | Marselles Brown   | KO   | 2 (10)        | Aug 10, 1994 | Lakefront Arena, New Orleans, Louisiana, U.S.                |                                                                              |
| 48  | Win       | 40–7–1  | Paul Phillips     | KO   | 4 (10), 1:14  | Jul 30, 1994 | Myrl H. Shoemaker Center, Cincinnati, Ohio, U.S.             |                                                                              |
| 47  | Win       | 39–7–1  | Danny Wofford     | PTS  | 8             | Mar 14, 1994 | Spartanburg, South Carolina, U.S.                            |                                                                              |
| 46  | Win       | 38–7–1  | Garing Lane       | PTS  | 8             | Aug 2, 1991  | Palais des Festivals et des Congrès, Cannes, France          |                                                                              |
| 45  | Win       | 37–7–1  | Bobby Crabtree    | KO   | 5 (10), 2:00  | Dec 14, 1990 | The Diplomat, Hollywood, Florida, U.S.                       |                                                                              |
| 44  | Win       | 36–7–1  | Jeff Sims         | TKO  | 6 (10), 2:15  | Jul 18, 1990 | Varsity Arena, Toronto, Ontario, Canada                      |                                                                              |
| 43  | Loss      | 35–7–1  | Buster Douglas    | UD   | 10            | Feb 25, 1989 | Las Vegas Hilton, Winchester, Nevada, U.S.                   |                                                                              |
| 42  | Win       | 35–6–1  | O T Davis         | KO   | 3 (10)        | Sep 20, 1988 | Central Plaza Hotel, Oklahoma City, Oklahoma, U.S.           |                                                                              |
| 41  | Loss      | 34–6–1  | Carl Williams     | UD   | 12            | Jun 27, 1988 | Convention Hall, Atlantic City, New Jersey, U.S.             | For USBA heavyweight title                                                   |
| 40  | Win       | 34–5–1  | Robert Evans      | UD   | 10            | Nov 24, 1987 | Forum, Halifax, Nova Scotia, Canada                          |                                                                              |
| 39  | Win       | 33–5–1  | Lorenzo Boyd      | TKO  | 3 (10), 1:48  | Oct 29, 1987 | Musical Theater, Sunrise, Florida, U.S.                      |                                                                              |
| 38  | Win       | 32–5–1  | Art Terry         | TKO  | 5 (10), 1:33  | Jul 31, 1987 | Lee County Civic Center, North Fort Myers, Florida, U.S.     |                                                                              |
| 37  | Loss      | 31–5–1  | Mike Tyson        | TKO  | 2 (12), 2:35  | Nov 22, 1986 | Las Vegas Hilton, Winchester, Nevada, U.S.                   | Lost WBC heavyweight title                                                   |
| 36  | Win       | 31–4–1  | Pinklon Thomas    | UD   | 12            | Mar 22, 1986 | Riviera, Winchester, Nevada, U.S.                            | Won WBC heavyweight title                                                    |
| 35  | Win       | 30–4–1  | Mike Perkins      | TKO  | 10 (10)       | Jan 17, 1986 | Omni Coliseum, Atlanta, Georgia, U.S.                        |                                                                              |
| 34  | Win       | 29–4–1  | Mitch Green       | MD   | 12            | Aug 10, 1985 | Riviera, Winchester, Nevada, U.S.                            | Retained USBA heavyweight title                                              |
| 33  | Win       | 28–4–1  | David Bey         | TKO  | 11 (12), 2:30 | Jun 15, 1985 | Riviera, Winchester, Nevada, U.S.                            | Won USBA heavyweight title                                                   |
| 32  | Win       | 27–4–1  | Walter Santemore  | UD   | 10            | Nov 28, 1984 | Broadway by the Bay Theater, Atlantic City, New Jersey, U.S. |                                                                              |
| 31  | Win       | 26–4–1  | Andros Ernie Barr | TKO  | 4 (12)        | Sep 1, 1984  | Nassau, Bahamas                                              | Retained Commonwealth heavyweight title                                      |
| 30  | Win       | 25–4–1  | Mark Lee          | PTS  | 10            | Mar 13, 1984 | Wembley Arena, London, England                               |                                                                              |
| 29  | Win       | 24–4–1  | Mike Cohen        | KO   | 4 (10)        | Feb 19, 1984 | Hyatt Regency, Tampa, Florida, U.S.                          |                                                                              |
| 28  | Win       | 23–4–1  | Ken Lakusta       | KO   | 10 (12), 1:52 | Sep 9, 1983  | Northlands Coliseum, Edmonton, Alberta, Canada               | Retained Commonwealth and Canada heavyweight titles                          |
| 27  | Loss      | 22–4–1  | S. T. Gordon      | UD   | 10            | May 28, 1983 | Showboat Hotel and Casino, Las Vegas, Nevada, U.S.           |                                                                              |
| 26  | Loss      | 22–3–1  | Renaldo Snipes    | UD   | 10            | Oct 2, 1982  | Sands, Atlantic City, New Jersey, U.S.                       |                                                                              |
| 25  | Win       | 22–2–1  | Greg Page         | UD   | 10            | Jun 11, 1982 | Caesars Palace, Paradise, Nevada, U.S.                       |                                                                              |
| 24  | Win       | 21–2–1  | Gordon Racette    | TKO  | 11 (12)       | Mar 5, 1982  | Frank Crane Arena, Nanaimo, British Columbia, Canada         | Retained Commonwealth and Canada heavyweight titles                          |
| 23  | Win       | 20–2–1  | Muhammad Ali      | UD   | 10            | Dec 11, 1981 | Queen Elizabeth Sports Centre, Nassau, Bahamas               |                                                                              |
| 22  | Win       | 19–2–1  | Conroy Nelson     | KO   | 2 (15), 2:49  | Jul 21, 1981 | Metro Centre, Halifax, Nova Scotia, Canada                   | Retained Canada heavyweight title; Won vacant Commonwealth heavyweight title |
| 21  | Loss      | 18–2–1  | Larry Holmes      | UD   | 15            | Apr 11, 1981 | Caesars Palace, Paradise, Nevada, U.S.                       | For WBC, The Ring, and lineal heavyweight titles                             |
| 20  | Win       | 18–1–1  | Chuck Gardner     | TKO  | 4 (10), 1:12  | Jan 31, 1981 | Kingston, Jamaica                                            |                                                                              |
| 19  | Win       | 17–1–1  | Chuck Findlay     | KO   | 1 (10), 2:47  | Nov 11, 1980 | Metro Centre, Halifax, Nova Scotia, Canada                   |                                                                              |
| 18  | Win       | 16–1–1  | Ron Rouselle      | KO   | 1 (12), 0:33  | Aug 27, 1980 | Northlands Coliseum, Edmonton, Alberta, Canada               | Retained Canada heavyweight title                                            |
| 17  | Win       | 15–1–1  | John Tate         | KO   | 9 (10), 0:22  | Jun 20, 1980 | Olympic Stadium, Montreal, Quebec, Canada                    |                                                                              |
| 16  | Win       | 14–1–1  | Johnny Warr       | SD   | 10            | Mar 11, 1980 | Metro Centre, Halifax, Nova Scotia, Canada                   |                                                                              |
| 15  | Win       | 13–1–1  | Ngozika Ekwelum   | TKO  | 5 (10), 0:01  | Dec 11, 1979 | Metro Centre, Halifax, Nova Scotia, Canada                   |                                                                              |
| 14  | Draw      | 12–1–1  | Leroy Caldwell    | PTS  | 10            | Jun 14, 1979 | Convention Centre, Winnipeg, Manitoba, Canada                |                                                                              |
| 13  | Win       | 12–1    | Earl McLeay       | TKO  | 7 (12), 2:07  | May 26, 1979 | Glace Bay, Nova Scotia, Canada                               | Won vacant Canada heavyweight title                                          |
| 12  | Loss      | 11–1    | Bernardo Mercado  | KO   | 1 (12), 2:55  | Apr 3, 1979  | Metro Centre, Halifax, Nova Scotia, Canada                   | For vacant WBC Continental Americas heavyweight title                        |
| 11  | Win       | 11–0    | Greg Sorrentino   | TKO  | 1 (10), 1:27  | Oct 8, 1978  | Metro Centre, Halifax, Nova Scotia, Canada                   |                                                                              |
| 10  | Win       | 10–0    | Gregory Johnson   | KO   | 4 (10), 2:49  | Sep 12, 1978 | Metro Centre, Halifax, Nova Scotia, Canada                   |                                                                              |
| 9   | Win       | 9–0     | Tony Moore        | TKO  | 6 (10), 0:01  | Aug 1, 1978  | Metro Centre, Halifax, Nova Scotia, Canada                   |                                                                              |
| 8   | Win       | 8–0     | Horst Geisler     | KO   | 1 (10), 1:21  | Jun 28, 1978 | Metro Centre, Halifax, Nova Scotia, Canada                   |                                                                              |
| 7   | Win       | 7–0     | Eugene Green      | UD   | 10            | Dec 8, 1977  | Halifax, Nova Scotia, Canada                                 |                                                                              |
| 6   | Win       | 6–0     | Eddie Owens       | TKO  | 5 (10), 2:34  | Sep 8, 1977  | Forum, Halifax, Nova Scotia, Canada                          |                                                                              |
| 5   | Win       | 5–0     | Willie Moore      | KO   | 4 (10), 2:04  | Aug 18, 1977 | Halifax, Nova Scotia, Canada                                 |                                                                              |
| 4   | Win       | 4–0     | Joe Maye          | TKO  | 7 (10), 2:50  | Jan 25, 1977 | Metro Centre, Halifax, Nova Scotia, Canada                   |                                                                              |
| 3   | Win       | 3–0     | Michael Lucas     | TKO  | 2 (6), 2:21   | Jan 9, 1977  | New Glasgow, Nova Scotia, Canada                             |                                                                              |
| 2   | Win       | 2–0     | Bobby Halpern     | TKO  | 3 (6), 2:05   | Nov 23, 1976 | Forum, Halifax, Nova Scotia, Canada                          |                                                                              |
| 1   | Win       | 1–0     | Wayne Martin      | TKO  | 5 (6)         | Sep 27, 1976 | Festival Arena, Shediac, New Brunswick, Canada               |                                                                              |